# Agustina Cherri
Agustina Cherri (phát âm tiếng Tây Ban Nha: [aɣusˈtina ˈtʃeri] sinh ngày 15 tháng 2 năm 1983) là một nữ diễn viên người Argentina, vũ công và người mẫu. Cô có lẽ nổi tiếng nhất với sự tham gia của cô là Milagros trong Chiquititas (Little Girls), một telenovela phổ biến cho trẻ em.

## Sự nghiệp
Cherri lớn lên như một fan hâm mộ của Flavia Palmiero, một người dẫn chương trình thiếu nhi nổi tiếng trong thời thơ ấu của Cherri. Cô ấy đã tham gia các lớp học khiêu vũ, và cô ấy cảm thấy rằng một ngày nào đó cô ấy sẽ trở thành một vũ công tuyệt vời.
Năm 1990, Cherri nghe nói có một buổi thử giọng cho các vũ công trẻ em tại chương trình truyền hình Telefe của Palmiero, La Ola Esta de Fiesta (The Wave has a Party). Cherri nhờ mẹ cô đưa cô đến buổi thử giọng, và cô được chọn cho chương trình, làm cho nó trở thành kinh nghiệm đầu tiên trong giới giải trí của cô.
Hương vị nổi tiếng đầu tiên của Cherri xuất hiện sau khi cô chơi Camila vào năm Grande Pa! của năm 1991 (Great Dad!), Một chương trình khiến cô trở nên nổi tiếng trong giới thiếu niên Argentina. Đồng thời, cô tham gia vào một biến thể của La Ola Esta de Fiesta, Flavia Esta de Fiesta (Flavia has a Party).
Năm 1993, cô đóng vai Paola trong Regalo del Cielo (Present from Heaven), không phải là một hit lớn và là một chương trình khá lãng quên của công chúng.
Danh tiếng của cô tiếp tục phát triển sau lần đầu tiên cô tham gia Chiquititas với vai Mili, và vào năm 1998, cô tham gia Verano del '98 (Summer of '98), một vở opera tuổi teen-oriented nổi tiếng ở Argentina. Cô đóng vai Violeta, được phát lại bởi mạng lưới truyền hình Argentina năm 2005.
Năm 1999, Cherri được trao cơ hội đầu tiên tham gia một show diễn, chơi Lucia Escobar, nhân vật nữ hàng đầu trong Cabecita (Small Head).
Hai sự kiện quan trọng đã xảy ra trong sự nghiệp của Cherri trong năm 2001: Cô được đóng vai Mili một lần nữa ở Chiquititas, và cô đã thực hiện bộ phim đầu tay của mình, trong một bộ phim có tên Rodrigo, la Pelicula (Rodrigo, the Movie).
Cherri tham gia với tư cách là Gisela Vargas trong Mil Milones của Canal 13 (A Thousand Million), được thực hiện vào năm 2002, và vai Anita vào năm 2003 của Son amores (It's Just Love). Cùng năm đó, cô đã lập mô hình cho một cuốn lịch được tạp chí Caras xuất bản.
Trong năm 2004, Cherri chơi Shamira trong một hit lớn khác của Canal 13, Los Pensionados (được dịch sang The Pension Receivers) và Angela Capello trong Hombres de Honor (Men of Honor).
Năm 2007, cô tham gia vào xà phòng Mujeres de Nadie (Phụ nữ của Không ai). Vai diễn ban đầu cho Marcela Klobooster, người cũng đóng vai chính trong Chiquititas, nhưng cô không thể chấp nhận nó. Mujeres de Nadie đang hoạt động tốt trên khe chiều tại Canal 13.
.

## Giải thưởng

### Đề cử
- 2013 Martín Fierro Awards
  - Best actress of daily comedy (for Mis amigos de siempre)[1]